# جيسي ويلسون مانينغ
جيسي ويلسون مانينغ (بالإنجليزية: Jessie Wilson Manning)‏ كاتبة ومحاضرة أمريكية ولدت في ولاية آيوا في 26 أكتوبر 1855، كانت عاملة نشطة ومتحدثة بليغة في الموضوعات الأدبية.

## حياتها
ولدت جيسي ويلسون في ماونت بليزانت، أيوا، في 26 أكتوبر 1855 قضت طفولتها وحصلت على تعليمها في ماونت بليزانت قبل تخرجها من جامعة أيوا ويسليان، عام 1874.

## مسيرتها المهنية
بدأت جيسي ويلسون العمل الأدبي بعد التخرج مباشرة، وكانت لمدة خمس سنوات متحدثًة في الموضوعات الأدبية الداعمة لــحركة اعتدال(en) من أجل توعية الناس بشأن الآثار السلبية الناتجة عن استهلاك الكحول على المجتمع وبهدف حظر الكحول وتعزيز القيم الأسرية.
تزوجت من إيلي مانينغ من شاريتون بولاية أيوا، في خريف 1889 وهو من أبرز رجال الأعمال في الأوساط السياسية بولاية آيوا ومنذ زواجها، كرست مانينغ نفسها لمنزلها وأسرتها المكونة من ثلاثة أبناء، حيث كان منزلها في شاريتون مركزاً اجتماعياً وأدبياً
.
كان كتابها الأول، الذي نُشر عام 1887 بعنوان شغف الحياة، أكثر أعمالها طموحًا رغم كونه حقق نجاحًا متوسطًا
 وقد نشرت عددًا كبيرًا من المقالات لدى دار النشر "روبرت كلارك"، من بينها سلسلة من النقد الأدبي، والقصائد، ومقالات للمجلات، إلى جانب كتابتها لقصص تحت اسم مستعار.  

## من أعمالها

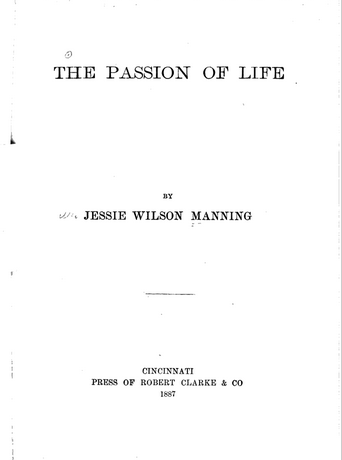
ديوان شغف الحياة الذي أهدته لوالدتها.

- شغف الحياة، نشر سنة 1867.